# Dampyr (historieta)
Dampyr es un cómic italiano de terror, de temática vampírica y sobrenatural, creado por los guionistas italianos Mauro Boselli y Maurizio Colombo. En Italia es editado por Sergio Bonelli Editore, mientras que en España la serie está siendo publicada por Aleta Ediciones y Dolmen Editorial.
En el cómic la figura del vampiro aparece tratado en función del folklore y la tradición literaria de diversos lugares del mundo, integrando todos esos elementos en la trama. La edición italiana incorpora una sección realizada por los autores llamada El manual del vampirólogo, en la que repasan las diversas visiones y elementos de la figura del vampiro.

## Sinopsis
En el corazón de los Balcanes, en los territorios de la antigua Yugoslavia, tiene lugar una guerra cruel. En medio de este escenario se encuentra un grupo de soldados dirigidos por Kurjak, que son masacrados por unos misteriosos asesinos sobrenaturales, siendo Kurjak el único superviviente.
Paralelamente en las cercanías se encuentra Harlan Draka, un buscavidas que se hace pasar por un dampyr, un mestizo de vampiro y humano que según la tradición balcánica posee poderes para cazar y destruir a los no muertos. Draka no cree en la leyenda del dampyr, pero le resulta útil para engatusar a los aldeanos y conseguir dinero.
Sin embargo, tras su primer encuentro con vampiros reales, Harlan descubre con la ayuda de Tesla, una vampira a la que ha logrado capturar, que realmente es un verdadero dampyr, y que su padre es uno de los Maestros de la Noche, un antiguo señor vampiro.
A partir de entonces los caminos de Harlan, Kurjak y Tesla se unen y comienzan a recorrer el mundo enfrentándose no sólo a vampiros, sino también a otros tipos de criaturas y fenómenos sobrenaturales, así como al mal creado por los humanos.

## Crossover
En 2017 fue publicado un cruce con Dylan Dog, otro cómic de terror de la Editorial Bonelli.

## Autores

### Guionistas
Mauro Boselli, Maurizio Colombo, Andrea Artusi, Alessandro Baggi, Alessandro Bilotta, Moreno Burattini, Diego Cajelli, Corrado Cerfogli, Alessandro Crippa, Giovanni Di Gregorio, Giovanni Eccher, Mario Faggella, Claudio Falco, Giulio Gualtieri, Giorgio Giusfredi, Ivo Lombardo, Samuel Marolla, Stefano Marsiglia, Michele Masiero, Francesco Matteuzzi, Luigi Mignacco, Alberto Ostini, Stefano Piani, Rita Porretto & Silvia Mericone, Susanna Raule, Pasquale Ruju, Andrea Scibilia, Francesco Testi, Nicola Venanzetti, Antonio Zamberletti.

### Dibujantes
Fabiano Ambu, Stefano Andreucci, Andrea Artusi, Paolo Bacilieri, Alessandro Baggi, Fabio Bartolini, Michele Benevento, Alessandro Bocci, Bruno Brindisi, Giovanni Bruzzo, Silvia Califano, Stefano Casini, Fabio Celoni, Michele Cropera, Andrea Del Campo, Maurizio Dotti, Marco Fara, Alessio Fortunato, Giovanni Freghieri, Francesco Gallo, Nicola Genzianella, Oliviero Gramaccioni, Mauro Laurenti, Fabrizio Longo, Arturo Lozzi, Marcello Mangiantini, Esteban Maroto, Patrick Piazzalunga, Giuliano Piccininno, Luca Raimondo, Corrado Roi, Maurizio Rosenzweig, Luca Rossi, Mario Rossi (Majo), Michele Rubini, Fabrizio Russo, Marco Santucci, Alessandro Scibilia, Claudio Stassi, Daniele Statella, Marco Torricelli, Marco Villa, Dario Viotti.

## Otros medios

### Cine
En 2022 se estrenó la película Dampyr, dirigida por Riccardo Chemello y con Wade Briggs en el papel del protagonista.